# جون إينغليز (لاعب كرة قدم)
جون إينغليز (بالإنجليزية: John Inglis)‏ هو لاعب كرة قدم بريطاني، ولد في 16 أكتوبر 1966 في إدنبرة في المملكة المتحدة. لعب مع ريث روفرز وسانت جونستون وليفسكي صوفيا ونادي أبردين ونادي إيست فيف ونادي بريتشين سيتي ونادي بوتيف بلوفديف ونادي كارلايل يونايتد.

## وصلات خارجية
- جون إينغليز على موقع قاعدة بيانات كرة القدم.إي يو (الإنجليزية)
- جون إينغليز على موقع Soccerbase.com (لاعب) (الإنجليزية)
- جون إينغليز على موقع عالم كرة القدم.نت (الإنجليزية)